# Kleine blauwkorst
Kleine blauwkorst (Porpidia crustulata) is een korstmos behorend tot de familie Lecideaceae. Hij komt voor op steen en leeft in symbiose met een chlorococcoïde alg.

## Determinatie
Het thallus is korstvormig, erg dun of verdwijnt, asgrijs of blauwgrijs van kleur. Soms heeft het een prothallus. Het oppervlak is meestal uniform, soms licht gebarsten. Een enkele thallus bereikt een diameter tot 8 cm. De schors is kleurloos, 10–35 μm dik, soms met oranje kristallen. De kern is wit en bestaat uit hyfen van 3,5–4 μm dik. Er is een laag protococcoïde algen van 60–65 μm dik. Het hymenium is aan de bovenkant donkerbruin of olijfbruin, aan de onderkant kleurloos. Het is 60-90 μm dik en wordt blauw bij blootstelling aan jodium. Het bevat vertakte inzetstukken die aan de top minder dan 2–3,5 µm breed zijn. Het hypothecium is lichtbruin tot donkerbruin van kleur en tot 150–270 μm dik. Kleurreacties: K+ geel, of K–, C–, Pd+ (oranje), of Pd–, C– .
Er zijn nogal wat cirkelvormige apotheciën in het thallus. Ze kunnen samen staan in het midden of verspreid, maar meestal hechten ze niet aan elkaar. Ze hebben een diameter van maximaal 0,3–0,6 (0,8) mm en platte of convexe zwarte schijven. Hun rand is ook zwart. Eencellige ascosporen zijn 12–16 × 5–7 μm groot. Er zijn ook kleurloze pycniden ingebed in de thallus.
Het produceert verschillende korstmossenzuren, waaronder: norstitisch zuur.

## Ecologie
Hij groeit op silicaatrotsen, zandsteen en beton. Deze soort wordt niet alleen op grote rotsblokken aangetroffen, maar ook veelvuldig op kleine stenen.

### Syntaxonomie
Kleine blauwkorst geldt als kensoort voor de tevens naar haar vernoemde associatie van kleine blauwkorst (Porpidietum crustulatae).

## Verspreiding
Hij komt voor op alle continenten behalve Antarctica en Afrika. Het komt het meest voor op het noordelijk halfrond in gebieden met een gematigd en koud klimaat en in de hoge bergen.
In Nederland komt de kleine blauwkorst vrij algemeen voor. Hij staat op niet op de rode lijst en is niet bedreigd.

## Foto's

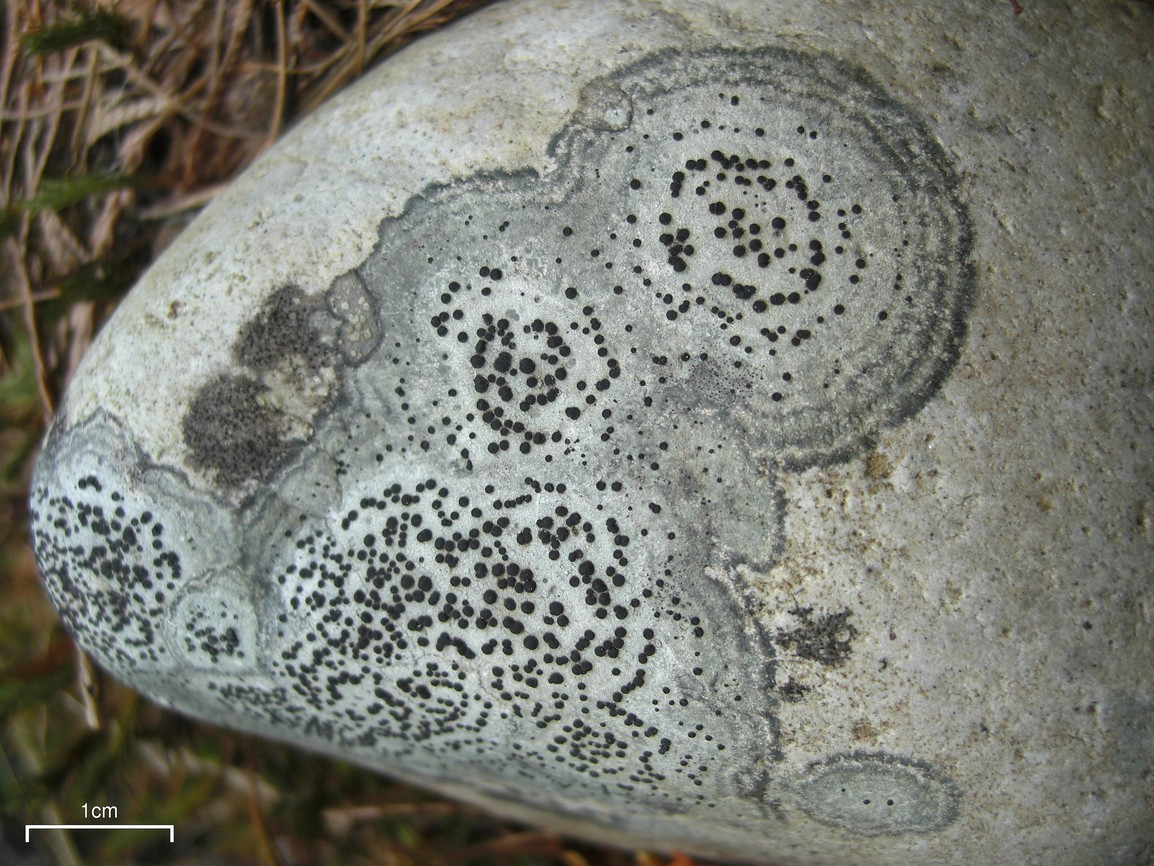
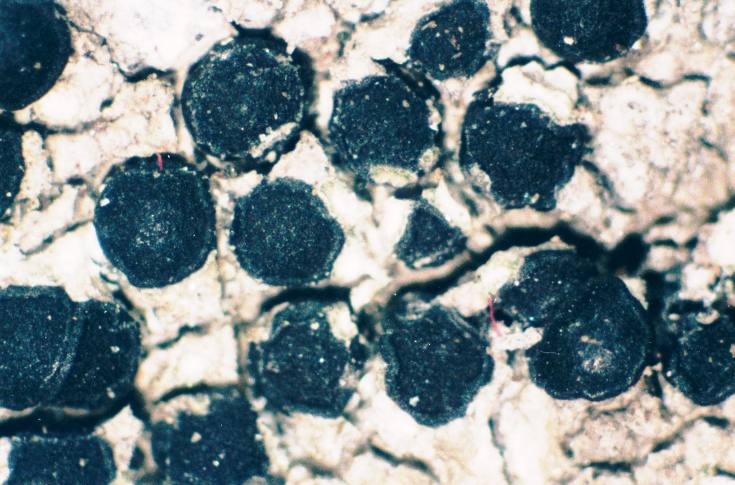
Apotheciën
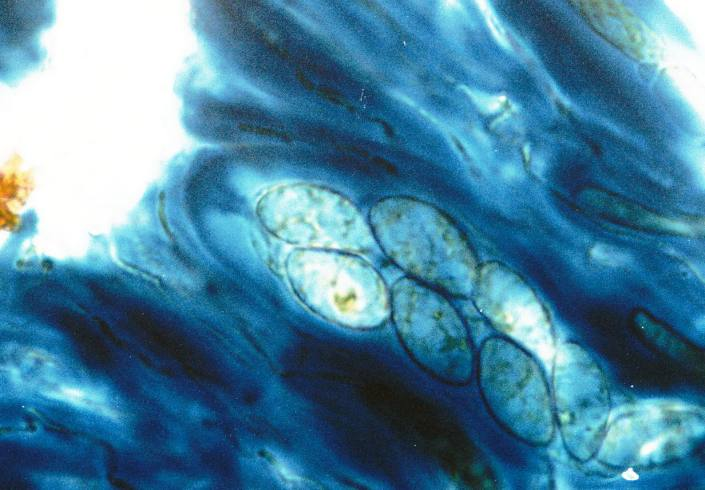
Ascosporen in ascus